# Pozaldez
Pozaldez – gmina w Hiszpanii, w prowincji Valladolid, w Kastylii i León, o powierzchni 27,97 km². W 2011 roku gmina liczyła 574 mieszkańców.